# Ballo liscio
Il liscio è un ballo da sala nato in Romagna tra la fine del XIX secolo e i primi decenni del XX secolo che con il passare degli anni si è diffuso in tutta Italia, con prevalenza al Settentrione, soprattutto grazie a Secondo Casadei, detto anche lo Strauss della Romagna. Comprende tre danze: mazurca, valzer e polka. Deve il suo nome alle movenze dei ballerini che usano scivolare, strusciare i piedi, quindi andare via liscio. Fondatore del genere è considerato Carlo Brighi, più noto come Zaclén, tant'è che, ancora oggi, l'espressione Taca, Zaclèn! (Attacca, Zaclèn!) costituisce l'invito ai musicisti affinché inizino a suonare.
Nel 2023 la Regione Emilia-Romagna ha proposto all'UNESCO il riconoscimento del Ballo liscio come patrimonio immateriale dell'umanità.

## I generi del liscio

### Liscio romagnolo
Il liscio romagnolo, danze folk romagnole, è caratterizzato da un'esecuzione brillante (data dalla forte presenza ritmica di basso e batteria) e veloce dei brani scritti principalmente per violino, clarinetto in Do, sassofono e successivamente per voce. È il liscio più conosciuto, soprattutto grazie al brano che ha dato il via al "fenomeno liscio", Romagna mia (Secondo Casadei 1954) ed allegro, grazie al tipico sound dato dall'unione del sax e del clarinetto in do.

### Liscio emiliano
Rispetto al liscio romagnolo, il liscio emiliano non si basa sui fiati ma sulla fisarmonica (in origine, l'organino bolognese). I valzer bolognesi erano in origine velocissimi. Il liscio emiliano comprende le "Danze filuzziane", note anche come liscio bolognese, una danza che ha acquisito lo status di danza sportiva, al pari del folk romagnolo. Il liscio filuzziano prevede l'esecuzione di figure staccate da parte dell'uomo, che deve avere particolari qualità atletiche.
Nonostante le differenze esistenti a livello musicale, i brani del liscio romagnolo possono essere ballati alla maniera emiliana (avanzante e non sul posto), così come un brano di liscio emiliano può essere ballato alla maniera romagnola.
Strumenti solisti per questo sottogenere sono: voce, fisarmonica, sassofono. Tale filone è probabilmente il più legato alla vocalità, si è diffuso in Lombardia e Veneto.
Tra i compositori emiliani, di musica da ballo, si ricorda il reggiano Tienno Pattacini.

### Liscio piemontese
Il liscio piemontese, liscio tradizionale piemontese, è più lento di quello romagnolo ed eseguito principalmente da clarinetto in do, sassofono e voce. Alcune formazioni di liscio piemontese sostituiscono al basso elettrico il basso tuba e non utilizzano la chitarra; tale scelta è probabilmente diretto retaggio delle formazioni bandistiche precedenti.

## I luoghi del liscio

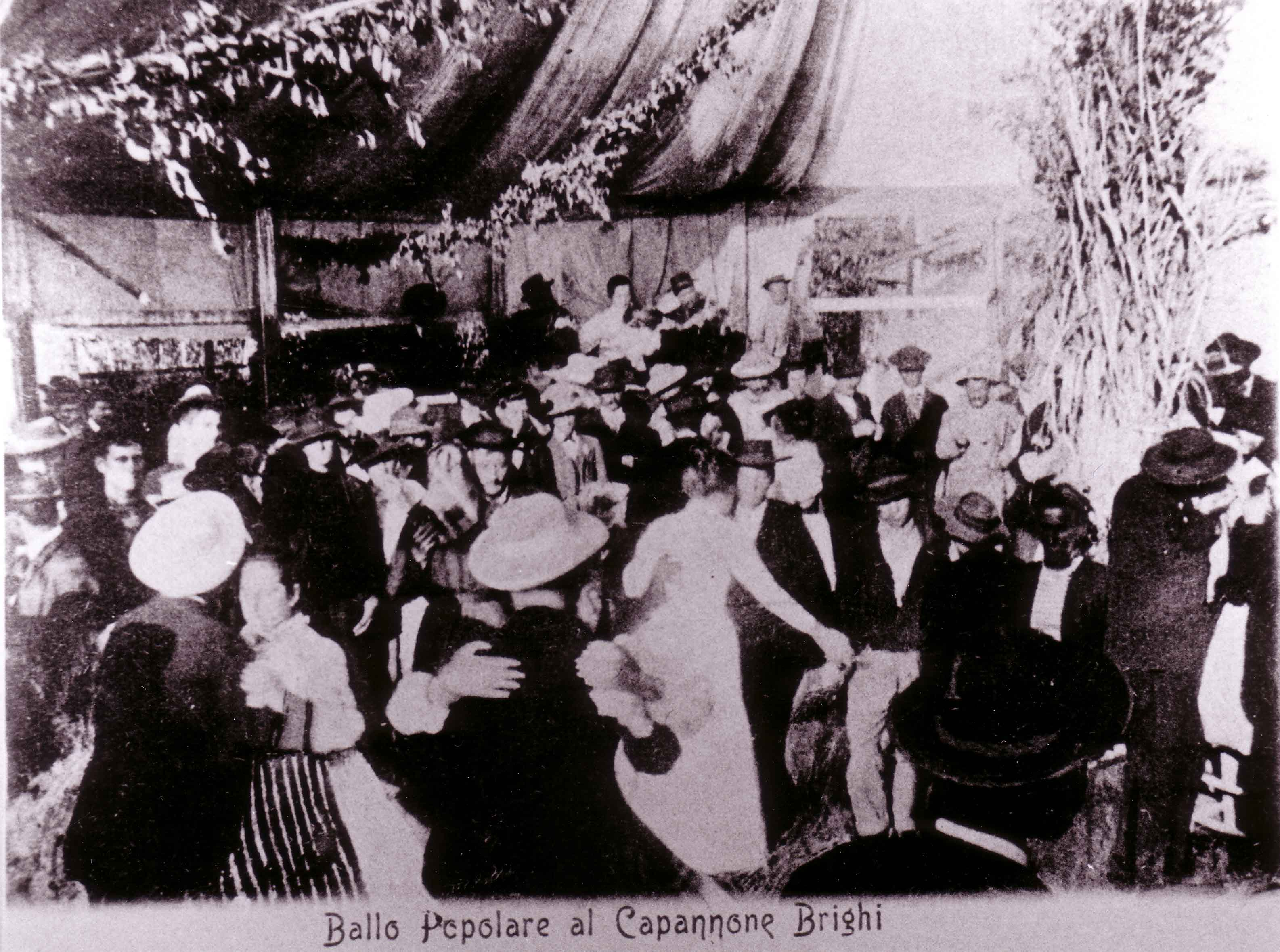
Ballo liscio al «Capannone Brighi» di Bellaria

La balera è grande salone adibito a pista da ballo con servizio bar. La prima balera fu aperta da Carlo Brighi nel 1910 a Bellaria: il «Capannone Brighi» (poi «Salone Brighi»). In Piemonte troviamo una curiosa variante della balera: il ballo a palchetto (italianizzazione dal piemontese bal a palchett) ovvero una pista circolare chiusa con al centro un palo a cui veniva fissata una corda. Tale corda veniva tesa alla fine di 3 balli e un addetto compiva un giro totale della pista così da far uscire ogni ballerino da essa. Per poter accedere nuovamente alla pista si doveva pagare. In questo modo venivano pagati solo 3 balli e non l'intera serata. Questa tradizione persiste ancora in alcune zone del Piemonte dove in alcune sagre si paga "l'accesso alla pista da ballo".

## Il liscio come danza sportiva
La Federazione Italiana Danza Sportiva (FIDS) ha codificato il liscio nell'ambito della danza sportiva come danza di coppia nelle categorie:
- Stile Nazionale come liscio unificato;
- Stile Tradizionale e Folkloristico come liscio tradizionale piemontese;
- danze folk romagnole;
- danze filuzziane.

Comprende sempre valzer brillante, polka e mazurca eseguite con piccole varianti nello stile e nel numero di battute al minuto (cioè nei bpm).
La categoria Stile tradizionale e folkloristico segue la divisione esistente nelle tre correnti esecutive nel ballo liscio: il liscio romagnolo, emiliano (filuzziano) e piemontese. Esse si differenziano per caratteristiche di velocità, melodiche ed esecutive del genere liscio.

## Opere musicali
- La musica di Secondo Casadei, Arte Sonora / Elicona / Casadei Sonora, 2011.
- Concerto per Secondo Casadei, Grande Evento e orchestra Luca Bergamini, ed. Eurozeta, 2010.

## Cinematografia
- L'uomo che sconfisse il boogie - Le avventure di Secondo Casadei. Un documentario di Davide Cocchi.
- Il popolo del liscio (62 minuti). Un documentario di Nevio Casadio. Trasmesso in Trasmissione Speciale tg1, Rai 1, 5-8-2007
- Vai con liscio - L'epopea del liscio romagnolo in tre Atti (Italia, 2017) documentario andato in onda su Sky Arte nel giugno 2017 - Regia di Matteo Medri e Giangiacomo De Stefano. Cast Raoul Casadei, Lorenzo Cherubini "Jovanotti", Vinicio Capossela, Goran Bregović